# Abby (film)
Abby este un film de groază american din 1974 regizat de William Girdler. Rolurile principale sunt interpretate de actorii William Marshall, Carol Speed și Terry Carter.

## Distribuție
- William Marshall - Bishop Garret Williams
- Terry Carter - Reverend Emmett Williams
- Austin Stoker - Detective Cass Potter
- Carol Speed - Abby Williams
- Juanita Moore - Miranda "Momma" Potter
- Charles Kissinger - Dr. Hennings
- Elliott Moffitt - Russell Lang
- Nathan Cook - Tafa Hassan
- Nancy Lee Owens - Mrs. Wiggins
- William P. Bradford - Dr. Rogers
- Bob Holt - The Demon